# Contact Peak
Contact Peak är en bergstopp i Antarktis. Den ligger i Västantarktis. Argentina, Chile och Storbritannien gör anspråk på området. Toppen på Contact Peak är 1 005 meter över havet.
Terrängen runt Contact Peak är huvudsakligen kuperad, men söderut är den platt. Havet är nära Contact Peak åt sydost. Trakten är obefolkad. Det finns inga samhällen i närheten. 